# Plumularia corrugatissima
Plumularia corrugatissima är en nässeldjursart som beskrevs av Nicolaas `Claas' Mulder och Trebilcock 1915. Plumularia corrugatissima ingår i släktet Plumularia och familjen Plumulariidae. Inga underarter finns listade i Catalogue of Life.